# Tavernay
Tavernay település Franciaországban, Saône-et-Loire megyében. Lakosainak száma 503 fő (2022. január 1.). Tavernay Sommant, Autun, Monthelon, Reclesne, Saint-Forgeot és La Celle-en-Morvan községekkel határos.

## Népesség
A település népessége az elmúlt években az alábbi módon változott:
| Lakosok száma | 488  | 476  | 495  | 495  | 504  | 507  | 509  | 512  | 503  |
|               | 2013 | 2015 | 2016 | 2017 | 2018 | 2019 | 2020 | 2021 | 2022 |